# Danielle Brooks
Danielle Brooks (North Augusta, 17 september 1989) is een Amerikaans actrice en zangeres. Ze won in zowel 2015, 2016 als 2017 een Screen Actors Guild Award, samen met de gehele cast van Orange Is the New Black. Brooks werd in 2016 genomineerd voor een Tony Award voor haar rol als Sofia in een Broadway-uitvoering van The Color Purple.
Brooks maakte 2012 haar televisiedebuut, als Raimy in de televisiefilm Modern Love. Haar eerste verschijning op het witte doek volgde twee jaar later, als een receptioniste in Time Out of Mind. Brooks werd in 2013 gecast als Tasha 'Taystee' Jefferson in de serie Orange Is the New Black. Ze maakte in alle zeven seizoenen hiervan deel uit van de cast.
Brooks debuteerde in 2015 op Broadway, als Sofia in The Color Purple. Ze kreeg in 2019 een hoofdrol als Beatrice in een toneeluitvoering van Much Ado About Nothing. In 2023 speelde ze wederom Sofia in een verfilming van de musical The Color Purple.

## Filmografie
*Exclusief televisiefilms
- The Color Purple (2023)
- Eat Wheaties! (2020)
- The Day Shall Come (2019)
- Clemency (2019)
- Sadie (2018)
- The Angry Birds Movie (2016, stem)
- I Dream Too Much (2015)
- Time Out of Mind (2014)

## Televisieseries
*Exclusief eenmalige gastrollen
- Peacemaker - Leota Adebayo (2022, 8 afleveringen)
- Orange Is the New Black - Tasha 'Taystee' Jefferson (2013-2019, 89 afleveringen)
- Master of None - Shanon (2015-2017, drie afleveringen)

- International Standard Name Identifier: 0000 0004 6417 0455
- Library of Congress Control Number: no2014106690
- MusicBrainz: a36ca7e2-c3c5-4ee3-be7c-eda4df6666da
- Nationale Bibliotheek van Tsjechië: xx0317252
- Système universitaire de documentation: 220892164
- Virtual International Authority File: 310622766
- WorldCat: E39PBJktv7dtVK33KKXk8VmPQq